# Prisca romana
Santa Prisca (... – I secolo) è stata, secondo la tradizione cattolica che la considera una santa, una giovane romana, figlia di Aquila e Priscilla, martirizzata sotto l'imperatore Claudio (41-54).

## Agiografia
Con questo nome compaiono almeno due sante vissute a Roma nel I e nel III secolo d.C. 

Una tradizione che non ha conferma storica riferisce che la santa vissuta nel I secolo, già all'età di tredici anni, venne battezzata dallo stesso Pietro apostolo, al tempo dell'attività missionaria dell'apostolo a Roma. La leggenda più tarda, risalente all'VIII secolo, ha iniziato ad identificare in questa giovane proprio sua madre Priscilla, menzionata da Paolo di Tarso nella Lettera ai Romani (Rm 16,3)
Secondo queste tradizioni, Prisca fu la prima santa dell'Occidente a testimoniare col martirio la sua fede in Cristo, come suggerisce il suo nome, di origine latina, col significato di "primitiva". 

Il Martirologio Romano secondo gli Acta S. Priscae racconta che durante le persecuzioni ordinate dall’Imperatore Claudio fu sottoposta a numerosi tormenti, venendo infine decapitata presso il X miglio della via Ostiense, dove venne eretta una chiesa e successivamente sepolta nella chiesa dei Santi Aquila e Priscilla all'Aventino. 

Diversamente il corpo della santa protomartire dopo essere stato martirizzato verso la metà del I secolo venne sepolto nella Catacombe di Priscilla, le più antiche di Roma.
I presunti resti della santa sono stati rinvenuti nel III secolo dal papa Eutichiano e trasferiti poi nella chiesa che da lei prese il nome.